# Loi 9 du football
La loi 9 du football intitulée ballon en jeu et hors du jeu fait partie des lois du jeu régissant le football, maintenues par l'International Football Association Board (IFAB). La loi 9 se rapporte au ballon en jeu et hors du jeu. 
Il est important de savoir si un ballon est en jeu ou pas en cas de faute commise : si le ballon est hors du jeu, l'arbitre appliquera la sanction administrative adéquate (avertissement ou expulsion) mais la reprise du jeu restera celle consécutive à l'arrêt.

## Loi 9 actuelle

Les balles A, B et C sont toujours en jeu car celles-ci n'ont pas entièrement dépassé la ligne de touche. La balle D a complètement dépassé cette ligne, et se trouve donc hors du jeu.

### Ballon hors du jeu
Le ballon est hors du jeu quand :
- il a entièrement franchi la ligne de but ou la ligne de touche, que ce soit à terre ou en l’air ;
- le jeu a été arrêté par l’arbitre ;
- il touche l'arbitre et :
  - une équipe peut entamer une attaque prometteuse, ou
  - entre directement dans le but, ou
  - est récupéré par l’équipe adverse ;

Dans tous ces cas de figure, le jeu doit reprendre par une balle à terre.

### Ballon en jeu
Le ballon est en jeu :
- dans toutes les autres situations où il touche un arbitre

- lorsqu’il rebondit dans le terrain après avoir touché un poteau, la barre transversale ou un drapeau de coin.